# Gennaro Fabricatore

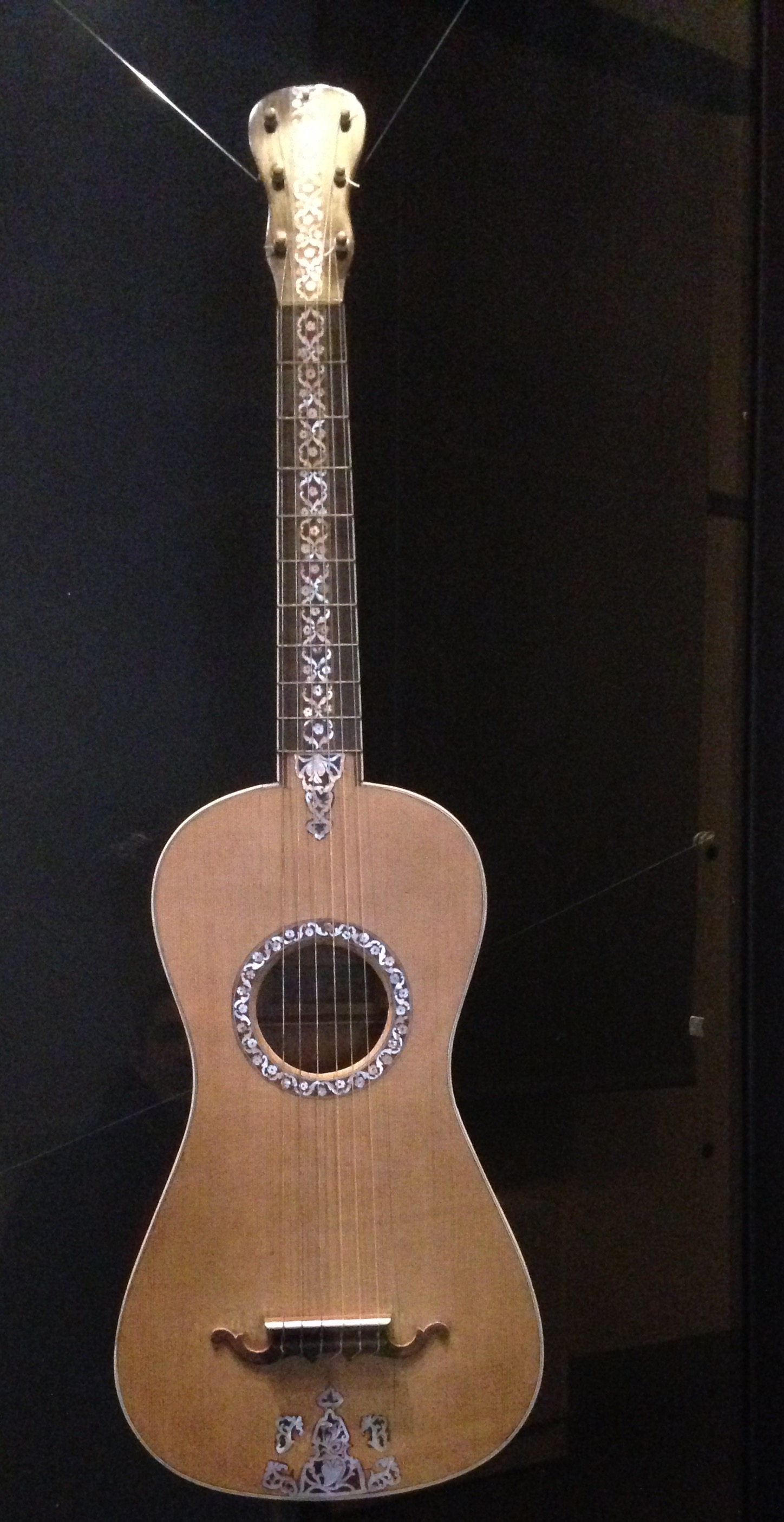
Chitarra a sei corde Fabricatore

Gennaro Fabricatore (Napoli, XVIII secolo – Napoli, XIX secolo) è stato un liutaio italiano, celebre per aver introdotto alcune sensibili innovazioni nella struttura della chitarra..

## Biografia
Gennaro Fabricatore (o Fabbricatore) era figlio ed allievo di Giovanni Battista ed era nipote di Vincenzo, il primo di una stirpe di liutai a noi noto. La famiglia Fabricatore era molto apprezzata a Napoli per la costruzione di chitarre, di liuti e di mandolini. Alcuni strumenti da loro prodotti sono oggi conservati in musei europei che accolgono strumenti musicali d'epoca. Gennaro, stimato anche per la realizzazione di violini e di violoncelli, risulta attivo a Napoli tra il 1773 ed il 1832. Dal periodo mediano della sua maturità di liutaio, cioè dalla fine del Settecento, Gennaro Fabricatore iniziò a realizzare esemplari di chitarra a sei corde semplici che ancora oggi sono utilizzabili dai musicisti.

### Strumenti a corda
Le chitarre create da Gennaro Fabricatore ci parlano oggi di lui, più delle quasi inesistenti note biografiche. Portano una etichetta a stampa con l'indirizzo: Napoli. Strada San Giacomo N. 42, seguito da un numero di serie a penna. La decorazione incisa, in legni scuri, è simile per disegni ed esecuzione a quella coeva che caratterizza la produzione dei mobili antichi sorrentini.
Gennaro Fabricatore è stato un liutaio caro a Nicolò Paganini che possedeva una chitarra, da lui costruita nel 1820: nel 2014 è stata venduta a un'asta, insieme ad altri preziosi cimeli appartenuti a Paganini. Al Museo degli strumenti musicali di Milano è esposta una chitarra Gennaro Fabricatore.
La chitarra appartenuta a Giuseppe Mazzini è una Gennaro Fabricatore del 1821. Oggi  è conservata al Museo del Risorgimento e istituto mazziniano di Genova. Perfettamente conservata, è uno strumento che viene utilizzato in particolari concerti, evocativi della musica di epoca romantica.
La casa-museo del musicista Mauro Giuliani (1781-1829), a Bisceglie, contiene pezzi appartenenti alla collezione privata, messa insieme da Nicola Giuliani: prime edizioni originali di Mauro Giuliani, prime edizioni biografiche, ritratti, incisioni, stampe, manoscritti, oltre a una chitarra del 1804, costruita dal liutaio napoletano Gennaro Fabricatore che rifornì Mauro Giuliani, il chitarrista che fece conoscere le straordinarie potenzialità della chitarra, sia come strumento solista, sia in duo con il violino o con il flauto.
Sul foglio periodico "Omnibus", edito a Napoli, nel numero del 30 aprile 1836 si legge: «Nacque Mauro Giuliani in Barletta [in realtà a Bisceglie] Provincia di Bari nel 1781. Studiò in patria e amò sommamente le belle arti e specialmente la musica. Appreso il contrappunto, in età di 16 anni compose una Messa che gli fece molto onore. A 18 anni, l’ardente desiderio di meglio istruirsi lo trasse a viaggiare. In Vienna si perfezionò nel contrappunto, nel suono del violoncello e soprattutto della Chitarra, alla quale interamente si diede. Illustrò l'invenzione della sesta corda fatta dal Maestro Fabricatore in Napoli.»

### La chitarra-lira
A Modena, il conte Luigi Francesco Valdrighi (1827-1899) collezionò antichi strumenti musicali che nel 1892 cedette al Comune e che oggi sono conservati al Museo Civico di Modena. Tra questi c'è una lira-chitarra Gennaro Fabricatore, del 1797. La lira-chitarra, o chitarra-lira, strumento dalla forma particolare, si diffuse a Parigi in epoca napoleonica, sull'onda della moda neoclassica che, anche negli strumenti musicali, si ispirava alle forme della tradizione classica greca. Le sorelle di Napoleone I suonavano la lira-chitarra, la cui sonorità era esaltata dall'aggraziato prolungamento della cassa armonica con due bracci, ricurvi verso l'esterno, che fiancheggiavano la tastiera.

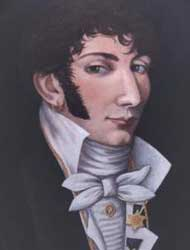
Mauro Giuliani, ritratto

### Musica per chitarra
Al repertorio di spartiti musicali - in particolare chitarra in duo con violino - collaborarono anche altri compositori, come il napoletano Ferdinando Carulli (1770-1841) e Nicolò Paganini (1782-1840). Gioachino Rossini scrisse una tarantella napoletana, per flauto e chitarra.
Parigi fu uno dei primi centri di irradiazione di queste novità musicali. I rapporti stretti di Parigi con Napoli e con la Spagna permisero ai liutai parigini di assimilare le novità che a fine Settecento trasformavano la fisionomia della chitarra. In particolare essi si ispirarono alla scuola napoletana (Gennaro Fabricatore e Antonio Vinaccia, appartenente a una celebre famiglia di liutai napoletani), dalla quale attinsero idee per una cassa più larga, per la mancanza della rosetta e per l’adozione dei sei cori semplici.